# Louis Delaporte

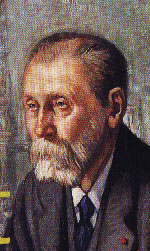
Louis Delaporte

Louis Delaporte (* 11. Januar 1842 in Loches; † 3. Mai 1925 in Paris) war ein französischer Forscher. Als Gefährte von Ernest Doudart de Lagrée hat er im 19. Jahrhundert den Standpunkt Angkors im heutigen Kambodscha ausfindig gemacht und letztendlich Kunst und Architektur der Khmer in Europa bekannt gemacht.

## Frühe Jahre
Louis Delaporte war Sohn eines Rechtsanwalts und ging in sehr jungen Jahren mit Billigung seines Vaters zur See. Er verließ das Collège Orleans und 1858 an die Marineakademie in Brest. 1860 wurde er als Seekadett übernommen und nach Mexiko kommandiert. Nach verschiedenen Expeditionen, u. a. auf Island, wurde er Leutnant zur See. 
Wegen seiner Zeichenkünste sandte man Delaporte 1866 nach Cochin, wo er Ernest Doudart de Lagrée auf dessen Mission zur Erforschung des Mekong bis zu dessen begleitete. Hierbei entdeckte er die Ruinen der alten Khmer-Stadt Angkor. Die Expedition endete wegen der klimatischen Bedingungen in einer Katastrophe: Doudart de Lagrée verlor sein Leben und man musste über Xieng Khouang auf dem Jangtsekiang das Meer erreichen. Francis Garnier führte die Gruppe auf dem Seeweg nach Saigon zurück.

## Bewahrung von Angkor

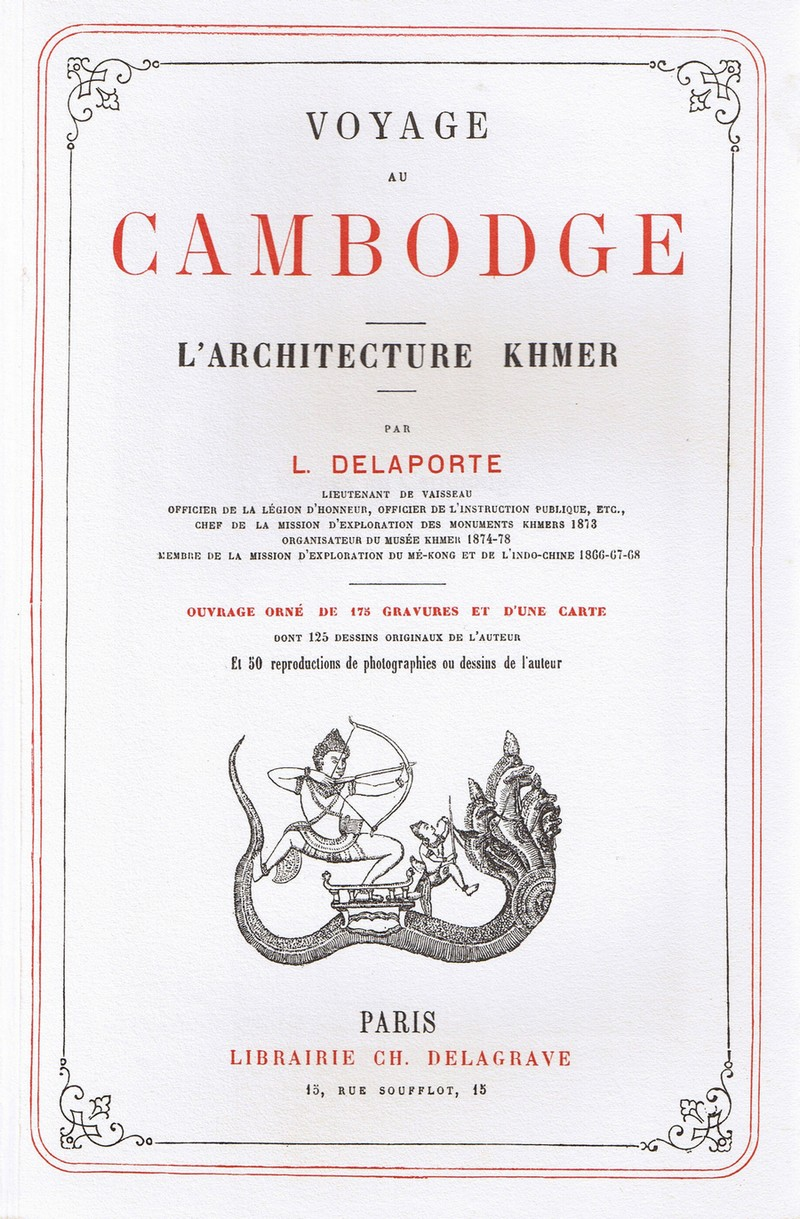
Umschlag von Voyage au Cambodge (1880)

Die Ruinen von Angkor beeindruckten Delaporte dermaßen, dass er sie und das Reich, für das sie erschaffen worden waren, mit dem alten Ägypten verglich. Von nun an widmete er sein Leben der Forschung über und der Bewahrung von Angkor. 1868 kehrte er nach Frankreich zurück, wo er mit dem Kreuz der Ehrenlegion ausgezeichnet wurde. 
Nach einem Zwischenspiel aus Anlass des Deutsch-Französischen Krieges 1870/71 begann er 1873 eine neue Mission mit Hilfe der Marine, des Außenministeriums und des Erziehungsministeriums, die die Schiffbarkeit des Roten Flusses bis nach Yunnan erkunden sollte. Hierbei stellte er unter den größten Schwierigkeiten die erste Sammlung von Khmerkunst in Frankreich zusammen. Er fertigte auch genaue Zeichnungen von steinernen Zeugen in Bayon und Angkor Vat an. 
Nach der Landung der Hunderte von Kisten im Hafen von Toulon erlebte Delaporte eine große Enttäuschung, denn der Louvre verweigerte eine Ausstellung der fremdartigen Kunstwerke. Delaporte brachte sie deshalb im Schloss von Compiègne unter, wo er eine kleine Ausstellung eröffnete. Erst 1878 anlässlich der Weltausstellung in Paris zeigte man eine größere Sammlung im 
Trocadéro und erst 1882 wurde dort ein offizielles Museum der Khmerkunst eingerichtet. 
1881 ging Delaporte auf eine letzte Reise nach Südostasien, doch zwang ihn eine Krankheit zur Rückkehr nach Frankreich, doch nicht ohne reiche Ausbeute an weiteren Kunstwerken für die Sammlung. 1889 öffnete sich das Museum im Trocadéro für die Kunst ganz Südostasiens. Delaporte unterstützte auch die weiteren Arbeiten in Französisch-Indochina: 1898 wurde die École française d’Extrême-Orient und 1918 das Konservatorium in Phnom Penh gegründet, das von Georges Groslier geleitet wurde. 
Delaporte blieb Direktor des Museums für Südostasiatische Kunst 1924. Er starb am 3. Mai 1925 in Paris.
Nach seinen Aufzeichnungen erschien: 
- "Voyage au Cambodge: L'architecture khmer" (Broché).